# Зіде-Бала
Зіде-Бала (перс. زيده بالا) — село в Ірані, у дегестані Сардар-е-Джанґаль, у бахші Сардар-е-Джанґаль, шагрестані Фуман остану Ґілян. За даними перепису 2006 року, його населення становило 928 осіб, що проживали у складі 249 сімей.

## Клімат
Середня річна температура становить 14,01 °C, середня максимальна – 27,77 °C, а середня мінімальна – -1,25 °C. Середня річна кількість опадів – 751 мм.
| Клімат поселення                              | Клімат поселення | Клімат поселення | Клімат поселення | Клімат поселення | Клімат поселення | Клімат поселення | Клімат поселення | Клімат поселення | Клімат поселення | Клімат поселення | Клімат поселення | Клімат поселення | Клімат поселення |
| Показник                                      | Січ.             | Лют.             | Бер.             | Квіт.            | Трав.            | Черв.            | Лип.             | Серп.            | Вер.             | Жовт.            | Лист.            | Груд.            |                  |
| Середній максимум, °C                         | 9,03             | 9,74             | 12,33            | 17,94            | 22,25            | 25,56            | 27,77            | 27,34            | 23,59            | 20,99            | 16,56            | 12,03            |                  |
| Середня температура, °C                       | 3,88             | 4,58             | 7,19             | 12,79            | 17,10            | 20,41            | 23,40            | 22,98            | 19,22            | 16,65            | 12,21            | 7,67             |                  |
| Середній мінімум, °C                          | −1,25            | −0,56            | 2,04             | 7,66             | 11,96            | 15,27            | 19,04            | 18,62            | 14,87            | 12,28            | 7,86             | 3,32             |                  |
| Норма опадів, мм                              | 77               | 63               | 67               | 57               | 38               | 23               | 13               | 32               | 69               | 103              | 88               | 121              |                  |
| Середньомісячна швидкість вітру, м/с          | 2.26             | 2.34             | 2.40             | 2.30             | 2.30             | 2.53             | 2.58             | 2.39             | 2.10             | 2.00             | 1.90             | 2.03             |                  |
| Середньомісячна сонячна радіація, кДж/м²·день | 6954             | 9153             | 11253            | 15835            | 20033            | 22665            | 23316            | 19911            | 16355            | 11251            | 8674             | 6714             |                  |
| --------------------------------------------- | ---------------- | ---------------- | ---------------- | ---------------- | ---------------- | ---------------- | ---------------- | ---------------- | ---------------- | ---------------- | ---------------- | ---------------- | ---------------- |
| Джерело:                                      |                  |                  |                  |                  |                  |                  |                  |                  |                  |                  |                  |                  |                  |